# Píleu
|  | Per a altres significats, vegeu «píleu (núvol)». |

El pili o píleu en micologia és el nom tècnic que rep el capell o la part del capell dels cossos fructífers (especialment els ascocarps o basidiocarps) dels fongs que suporten la superfície que porta les espores, himeni. L'himeni pot consistir en làmines tubs o dents sota la superfície del pili. El píleu és característic dels ordres agaricals, boletals, alguns Polyporae, fongs dentats i alguns ascomicets. L'etimologia de pili prové del nom del capell, que en temps dels antics romans, es posaven els antics esclaus quan s'alliberaven.

## Classificació
Els pili poden ser de diverses formes, i les formes poden canviar al llarg del desenvolupament i creixement del fong. La forma de pili més comú és la semiesfèrica o convexa. Els pili convexos solen continuar la seva expansió quan maduren, fins que adquireixen una forma totalment plana. Moltes espècies ben conegudes tenen un pili convex, com Agaricus bisporus, o diverses espècies dels gèneres Amanita i Boletus.
Alguns altres, com ara Macrolepiota procera, tenen diferents tipus de mamelló-forma de mama, per la qual cosa són anomenats umbonat o mamellons. Un umbo o mamelló és el sortint o protuberància obtusa que es forma al centre del barret d'alguns bolets. Alguns fongs, com ara Cantharellus cibarius, presenten una aparença d'embut o trompeta. En aquests casos, el pili és denominat embut o infundibuliforme.
A continuació hi ha unes il·lustracions que representen els diferents tipus de pili descrits en la literatura:

Campanulat (forma de campana)
Cònica
Convexa
Deprimida
Plana
Infundibuliforme (en forma d'embut)
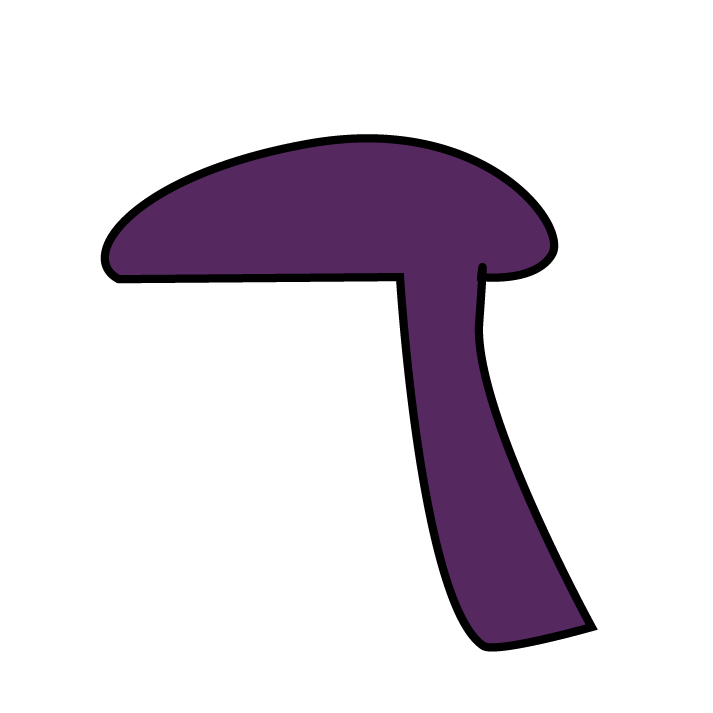
De costat
Ovada
Umbilicada (forma de melic)
Umbonada (protrusionat)